# Carla Ahad

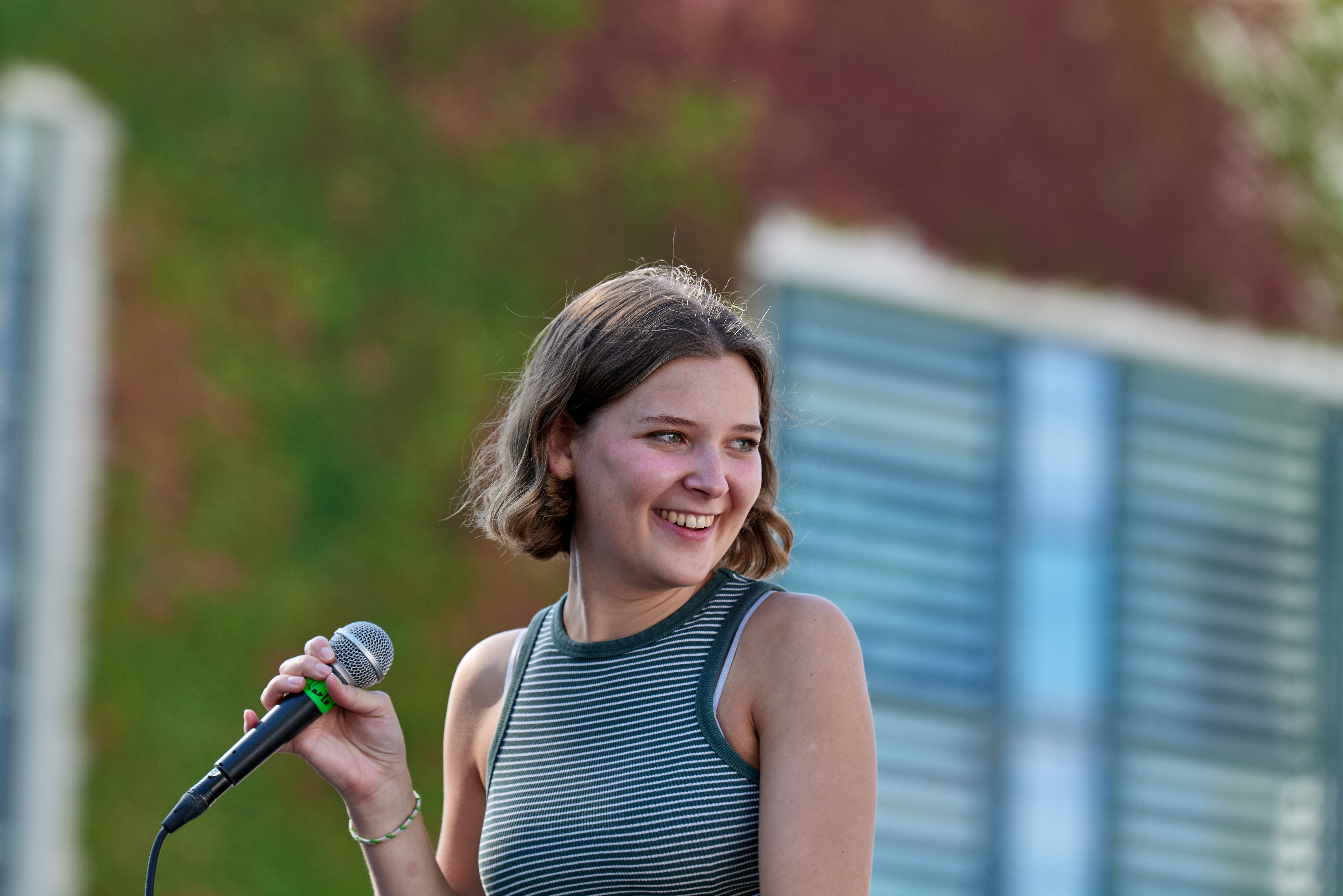
Carla Ahad im September 2024

Carla Ahad (* 2001 oder 2002) ist eine deutsche Sängerin und Musikerin.

## Leben
Ahad kommt aus Braunschweig und besuchte die dortige Gaußschule. Bereits zu Schulzeiten spielte sie unter anderem Violine und Gitarre. Sie nahm mit verschiedenen Bands an Talentwettbewerben und Contests teil. So stand Ahad 2020 im Finale des bundesweiten Wettbewerbes SchoolJam und erreichte im gleichen Jahr das Finale der Musiksendung FameMaker auf ProSieben, wo sie im Team von Carolin Kebekus mit dem Song Never Let You Go auftrat.
Ahad zog 2021 für ein Studium der Amerikanistik und Medienwissenschaft nach Berlin. Dort begann sie, eigene Songs zu schreiben und zu veröffentlichen, zunächst englischsprachig, mittlerweile auf Deutsch. Erste Erfolge hatte sie mit dem Song Bleib doch noch im Jahr 2023. Ab 2024 veröffentlichte sie einige Singles und die EP Banger, was zu mehreren Festivalauftritten und Support-Touren (Soffie, Paula Carolina u. a.) führte.

## Diskografie
EP
- 2024: Banger

Singles
- 2021: Reminiscing
- 2021: Berlin warum willst du mich nicht
- 2022: Warum lügst du mich nicht einfach an
- 2022: Alles nur zu wollen
- 2022: Baby I'm the best
- 2022: Kippe
- 2023: Bleib doch noch
- 2023: Gewitter
- 2023: frisch verliebt
- 2023: Fahrradstraße
- 2023: Pflanzen
- 2023: Leuchtturm
- 2024: Parasit
- 2024: Brenn für dich
- 2024: Wie ich es sag (mit Jante)
- 2024: Blauer Himmel Odyssee
- 2024: Sentimental
- 2024: 24 Grad im Schatten
- 2024: Der Moment archiviert
- 2024: Frost an deinem Fenster
- 2025: Tanz, Maus!
- 2025: Silberfische
- 2025: Höhenflug
- 2025: Der Mensch, der du warst
- 2025: Ich könnt ans Meer

Gastauftritte und Sampler
- 2020: Never Let You Go auf dem Album FameMaker - Die Finalsongs
- 2024: Zigarettengift auf dem Album Heiter bis Wolkig und der EP Seit du weg bist von Felix Herbst
- 2024: Wie ich es sag auf dem Album Menschen sind komisch von Jante